# NK Topusko
NK Topusko je nogometni klub iz Topuskog. Trenutačno se natječe u 4. NL NS Zagreb.